# Bern (distrikt)
Bern var fram till 31 december 2009 ett amtsbezirk i kantonen Bern, Schweiz.

## Kommuner
Bern var indelat i 13 kommuner:
- Bern
- Bolligen
- Bremgarten bei Bern
- Kirchlindach
- Köniz
- Muri bei Bern
- Oberbalm
- Stettlen
- Vechigen
- Wohlen
- Zollikofen
- Ittigen
- Ostermundigen